# Десет великих грађевина
Десет великих грађевина (кин: 十大建筑) је био државни план Народне републике Кине, да у част десетогодињшњице те државе, 1959, сагради 10 јавних грађевина у Пекингу. План је био дио Великог скока напријед; већина грађевина је завршена у периоду од десет мјесеци, до рока који је био 1. октобар 1959. Додатак овом плану је било проширење Трга Тјананмен, као и кампања умјетничког уређења већине грађевина након њиховог завршетка. Два наредна уређења су спроведена 1961. и у периоду 1964-1965.
Зграде су дизајнирали чланови Пекиншког института архитектонског уређења, заједно са Пекиншким заводом за планирање и Министарством грађевине. Архитекте су користили три основна стила: модернизам у интернационалном стилу, социјалистички реализам изражен у стаљинистичкој архитектури, и врсту хисторицизма базирану на традиционалној кинеској архитектури.

## Десет грађевина
Десет грађевина су:
Велика народна дворана – Налази се на сјеверном крају Трга Тјананмен, Велика народна дворана је место у ком се налази врховно кинеско законодавно тело, Национални народни конгрес, а такође се користи и за друге церемонијалне активности.
Народни музеј Кине – у почетку познат као Историјски музеј кинеске револуције, ова зграда се налази на источном крају Трга Тјананмен.
Културна палата Народности – Налази се на сјеверној страни Западне авеније Чанган. Добила је бројне награде као примјер модерног кинеског начина градње.
Пекиншка жељезничка станица – највећи модерни путнички жељезнички терминал у Кини у вријеме градње.
Раднички стадион – Вишенамјенски стадион који је реновиран 2004. године и има капацитет 66 161 места. На њему се се одржале прве Народне игре НР Кине.
Народна дворана пољопривредне изложбе – премијер Џоу Енлај је надгледао планове зграде. Први пут је кориштена 1959 за Десету годишњицу изложве пољопривредних достигнућа.
Диаојутаји резиденција за пријем државних гостију – комплекс је саграђен на мјесту врта старог 800 година, из времена Ђин династије. Грађевина укључује елементе дизајна традиционалне кинеске баштенске архитектуре.
Хотел Минзу – налази се на Западној авенији Чанган. Угостио је бројне стране делегације, а често се користи за прес конференције.
Прекоморски кинески хотел – први Прекоморски кинески хотел је срушен током 1990-их. Нова зграда на истом мјесту је сад дио ланца хотела Прајм Хотел.
Војни музеј Кинеске народне револуције – Приказ се фокусира на ратове 20. вијека, нарочито на Кинески грађански рат, али такође приказује и друге древне и модерне ратове и наоружање. Главна зграда је висока седам спратова.